# Часовня (Грозный)
Часовня располагалась в Городском саду Грозного, рядом со зданием Общественного собрания (впоследствии здание мэрии Грозного). По преданию, когда Грозный ещё был крепостью  на месте будущей часовни стояла деревянная церковь. Во время одного из нападений на крепость церковь сгорела, но образ Божьей матери сохранился.
На этом месте в начале 1820-х годов солдатами и была построена часовня. В 1825 году рядом с ней был похоронен генерал Н. В. Греков. На могиле генерала установили памятник. В 1914 году, при строительстве церкви, часовня была снесена.